# Harrodsburg
Harrodsburg ist eine City und gleichzeitig Verwaltungssitz (County Seat) des Mercer County im US-amerikanischen Bundesstaat Kentucky. Das U.S. Census Bureau hat bei der Volkszählung 2020 eine Einwohnerzahl von 9064 ermittelt. Es ist die älteste City des heutigen Kentucky.

## Geographie
Harrodsburg liegt auf 37°45'50" nördlicher Breite und 84°50'46" westlicher Länge. Je 40 Kilometer entfernt liegen Lexington im Nordosten sowie Frankfort im Norden. In einer Entfernung von rund 90 Kilometern befindet sich Louisville in nordwestlicher Richtung.

## Geschichte
Am 16. Juni 1774 gründete James Harrod das Fort Harrod, die erste Ansiedlung weißer Einwanderer im heutigen Kentucky. Sie gilt als die erste permanente englische Siedlung westlich der Allegheny Mountains. Wegen ständiger Angriffe der Indianer wurde die Ansiedlung im Gründungsjahr jedoch aufgegeben, 1775 aber bereits wieder besiedelt und erhielt später in Anlehnung an James Harrod den Namen „Harrodsburg“. Zunächst gehörte die Stadt zum Gebiet des heutigen Bundesstaates Virginia. Kentucky erhielt die Staatsrechte erst im Jahre 1792.
Einige historische Gebäude wie das Sutfield House und das Daniel Curry House wurden in das National Register of Historic Places aufgenommen.
Die Firmen Hitachi und Corning betreiben heute bedeutende Produktionsstätten in Harrodsburg. So fertigt Corning hier das 2007 neu entwickelte Gorilla Glas.

## Demografische Daten
Im Jahre 2010 wurde eine Einwohnerzahl von 8340 Personen ermittelt, was eine Zunahme um 4,0 % gegenüber dem Jahr 2000 bedeutet. Das Durchschnittsalter der Bewohner betrug 2010 37,7 Jahre und lag damit leicht unter dem Durchschnittswert des Staates Kentucky, der 40,1 Jahre betrug.

## Galerie

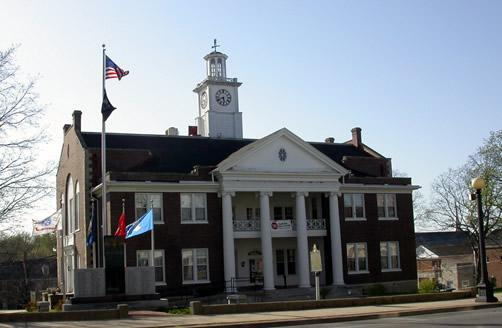
Gerichtsgebäude von Harrodsburg
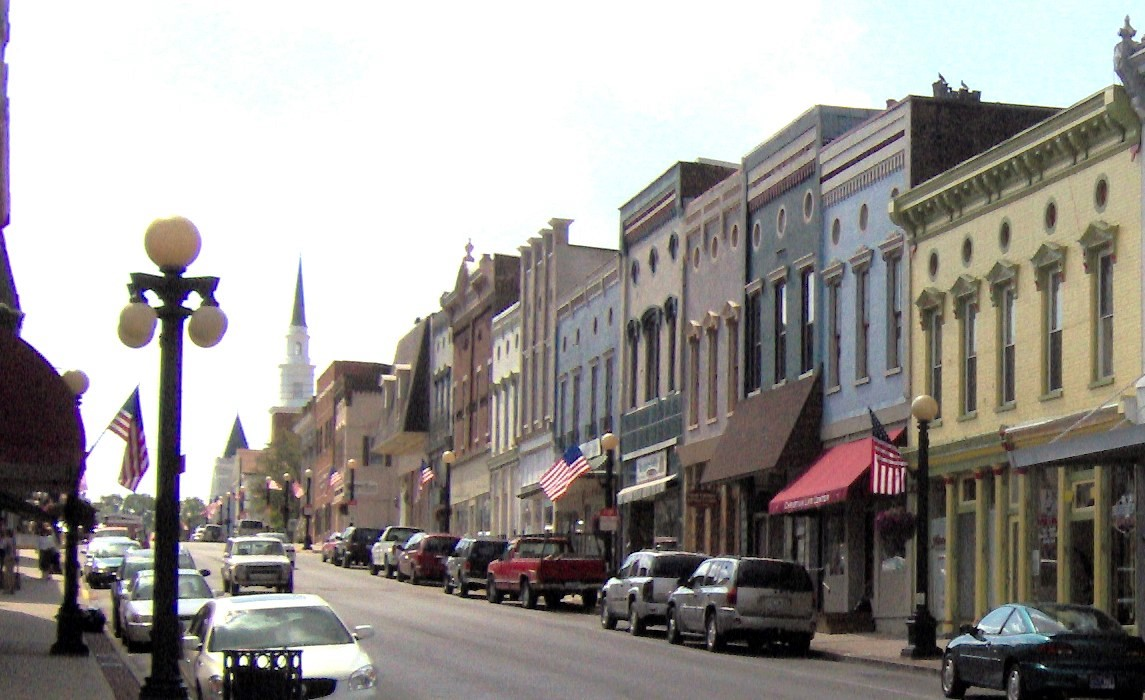
Downtown Harrodsburg
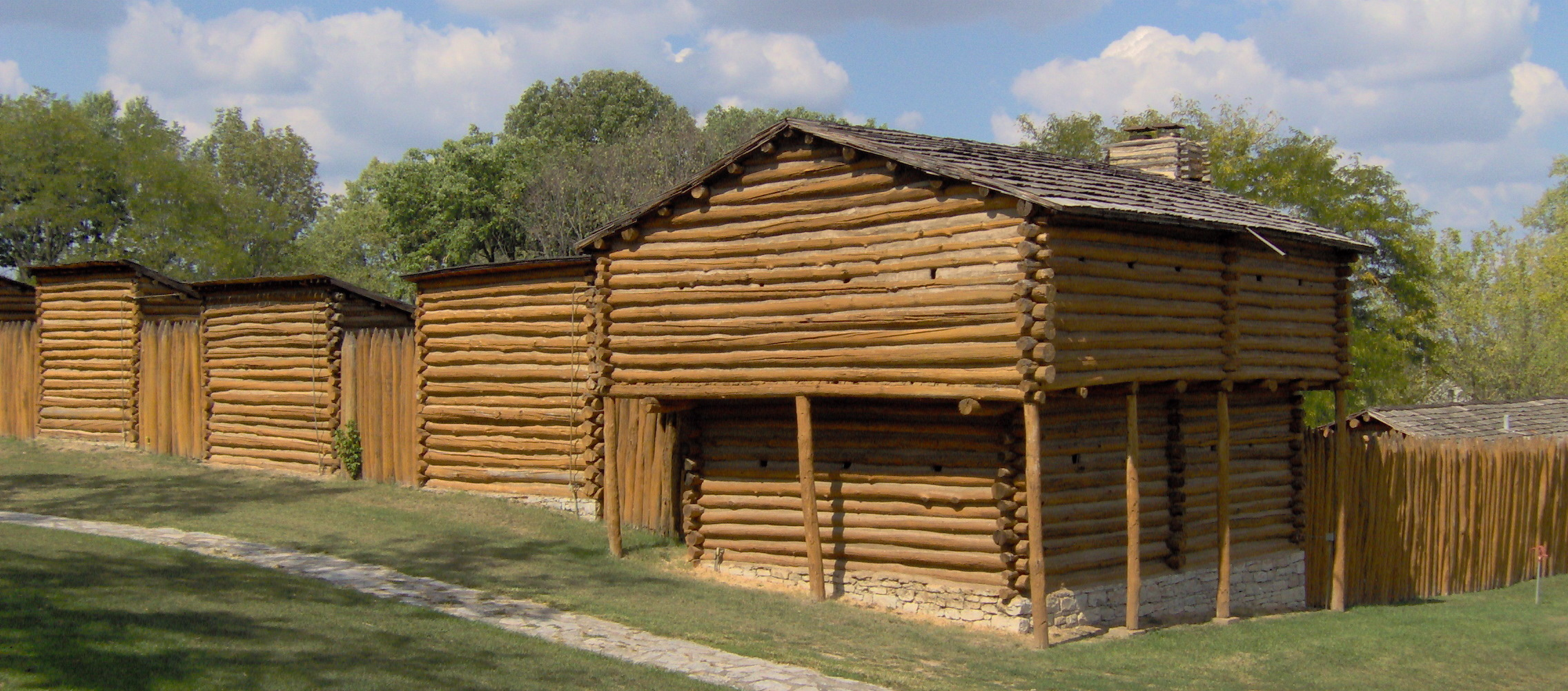
Nachgebautes Old Fort Harrod in Harrodsburg
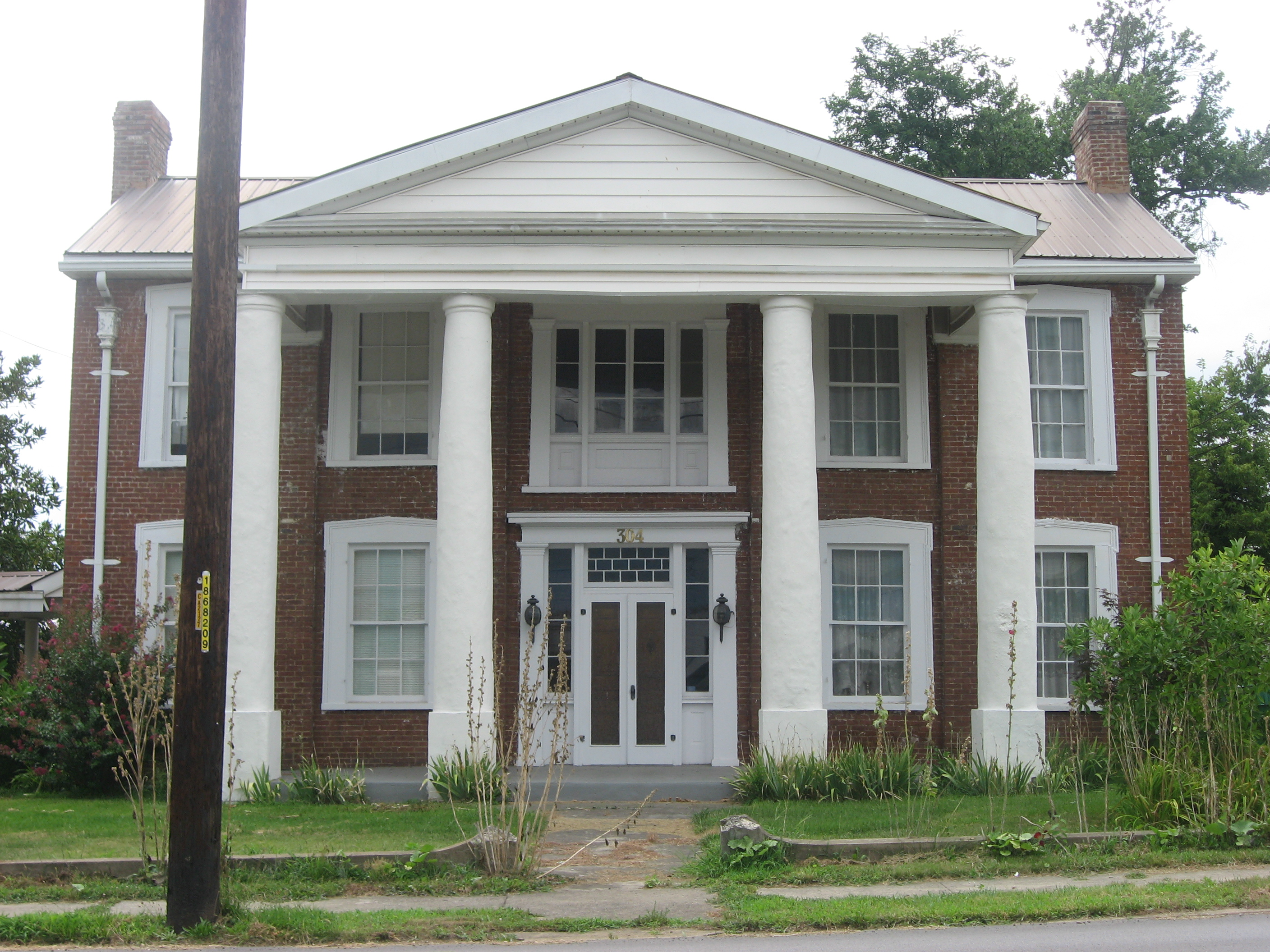
Sutfield House in Harrodsburg
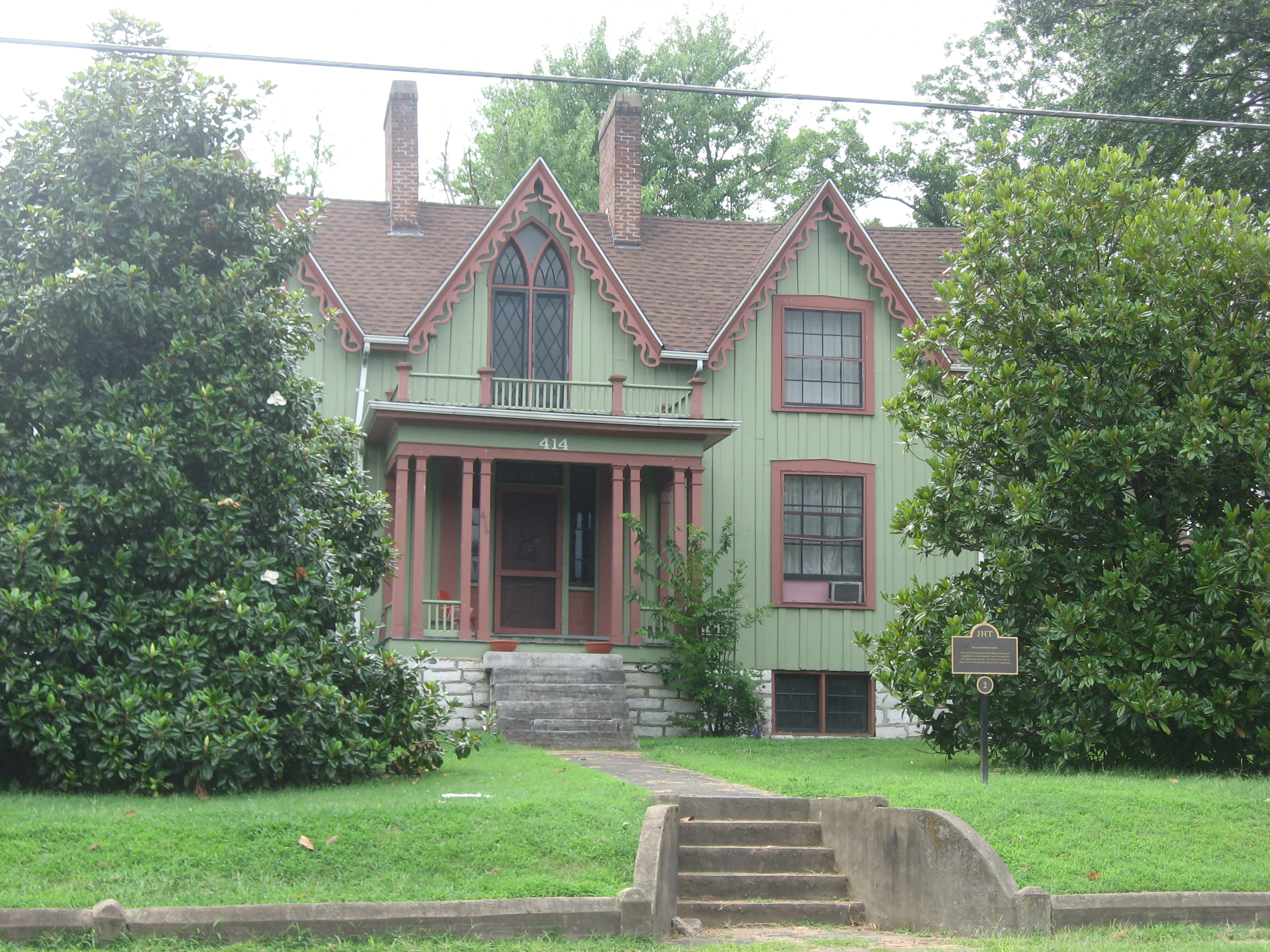
Daniel Curry House in Harrodsburg
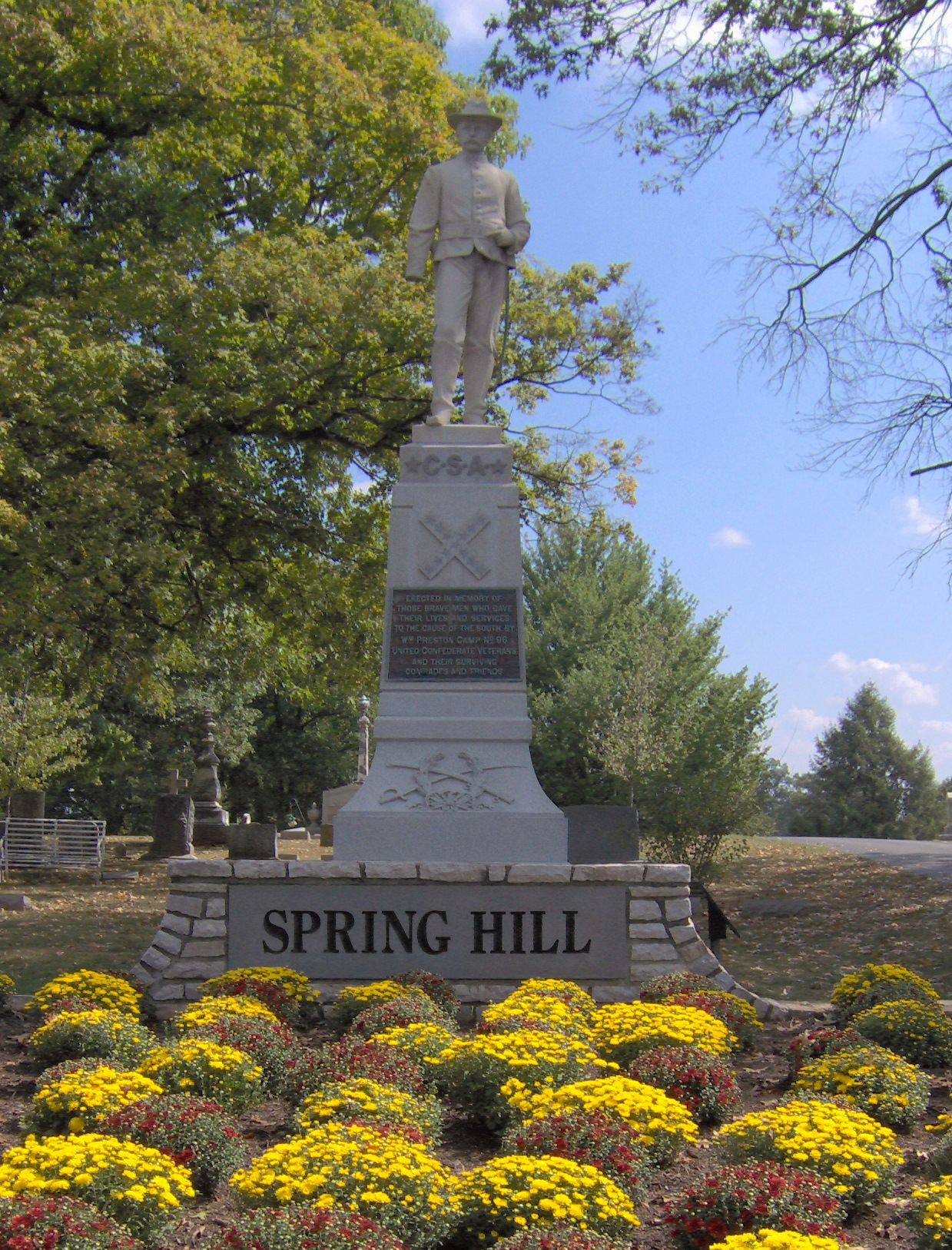
Eingang zum Spring Hill Friedhof in Harrodsburg

## Söhne und Töchter der Stadt
- Abram Comingo (1820–1889), Politiker
- Buddy Edelen (1937–1997), Marathonläufer
- John Montgomery Glover (1822–1891), Politiker
- William Logan (1776–1822), Politiker
- Beriah Magoffin (1815–1885), Politiker
- Atterson W. Rucker (1847–1924), Politiker
- Philip B. Thompson (1845–1909), Politiker